# Schima villosa
Schima villosa là một loài thực vật có hoa trong họ Theaceae. Loài này được Hu miêu tả khoa học đầu tiên năm 1938.